# Klara
Klara ist ein weiblicher Vorname.

## Herkunft und Bedeutung
Klara ist in verschiedenen Sprachen eine Variante von Clara.

## Verbreitung
In Schweden hat sich der Name Klara unter den beliebtesten Mädchennamen etabliert. Während er in den 2000er Jahren noch mehrfach eine Platzierung in der Top-30 erreichte, sank die Popularität des Namens zuletzt, sodass er im Jahr 2022 auf Rang 67 der Vornamenscharts stand.
Auch in Bosnien und Herzegowina hat sich Klara in der Top-100 der Vornamenscharts etabliert, erreichte jedoch nie die Hitliste der 50 beliebtesten Mädchennamen. Im Jahr 2021 stand er auf Rang 56 der Hitliste.
In Polen nahm die Beliebtheit des Namens seit der Jahrtausendwende zu. Im Jahr 2004 stieg er in die Top-100 der Vornamenscharts auf. Zuletzt belegte er Rang 21 der Hitliste (Stand 2023).
In Slowenien hat sich Klara in der Top-30 der Vornamenscharts etabliert.
Der Name Klára nahm in Tschechien bereits in den 1960er Jahren an Beliebtheit zu. Im Jahr 1968 stieg er in die Top-100 der Vornamenscharts auf und erreichte zehn Jahre später die Top-30, die er seitdem nur einmal verließ. Von 1989 bis 2016 zählte Ella zu den 20 beliebtesten Mädchennamen Tschechiens.
In Deutschland gehörte Klara bereits im ausgehenden 19. Jahrhundert zu den beliebtesten Mädchennamen. Im Jahr 1897 erreichte er Rang 9 der Hitliste. In den 1930er Jahren geriet der Name außer Mode und wurde bis in die 1980er Jahre hinein nur noch sehr selten vergeben. In der zweiten Hälfte der 1980er Jahre nahm seine Popularität wieder zu, sodass er seit den 1990er Jahren wieder zu den 100 meistgewählten Mädchennamen des Landes zählt. Seit 2017 gehört Klara zur Top-10 der Vornamenscharts. Dabei werden jedoch Klara und Clara als gleichlautende Varianten desselben Namens zusammengefasst gezählt. Etwa 62 % tragen den Namen in seiner lateinischen Schreibweise Clara, während etwa 38 % der Eltern die deutsche Variante Klara wählen. Im Jahr 2022 stand Klara/Clara auf Rang 9 der Vornamenscharts und wurde an etwa 1,03 % der neugeborenen Mädchen vergeben.

## Varianten
Im Ungarischen, Tschechischen und Slowakischen wird der Name Klára geschrieben, im Lettischen Klāra. Die russische und ukrainische Variante lautet Клара Klara. Daneben existiert das slowakische Diminutiv Klárika.
Für weitere Varianten: siehe Clara (Vorname)#Varianten

## Namenstage
- 8. Mai: nach Klara Fey[11][12]
- 11. August: nach Klara von Assisi[11][12]

## Namensträgerinnen

### Klara

#### Einzelname
- Klara (1321–1368), Gräfin von Freiburg
- Klara von Assisi († 1253), Gründerin des Ordens der Klarissen
- Klara von Montefalco (1268–1308), Jungfrau, Heilige, Äbtissin
- Klara von Sachsen-Lauenburg (1518–1576), Herzogin von Braunschweig-Lüneburg, Fürstin bzw. Herzogin von Gifhorn

#### Vorname

##### A
- Klara Adschybekowa (* 1946), kirgisische Politikerin
- Klara Andrijašević (* 2001), kroatische Leichtathletin
- Klara Angerer (* 1965), italienische Skilangläuferin
- Klara Apotekar (* 1997), slowenische Judoka

##### B
- Klara Barlow (1928–2008), US-amerikanische Opernsängerin (Sopran)
- Klara Barnjak (* 1999), kroatische Leichtathletin
- Klara Barth (1880–1940), deutsche Politikerin (BVP), MdL
- Klara Bauer (1836–1876), deutsche Autorin
- Klara Birtić (* 2002), kroatische Handballspielerin
- Klara Blum (1904–1971), deutschsprachige jüdische, österreichische, sowjetische und chinesische Schriftstellerin
- Klara Bornett (1895–1939), österreichische Wasserspringerin
- Klara Borter (1888–1948), Schweizer Malerin und Grafikerin
- Klara Bühl (* 2000), deutsche Fußballspielerin
- Klara Burghardt (* 1954), ungarische Lyrikerin
- Klara Butting (* 1959), deutsche evangelische Theologin und Autorin

##### C
- Klara Caro (1886–1979), deutsche Frauenrechtlerin und Sozialarbeiterin
- Klara A. Csiszar (* 1981), rumänisch-ungarisch-österreichische Pastoraltheologin und Universitätsprofessorin

##### D
- Klara Dan von Neumann (1911–1963), ungarisch-amerikanische Informatikerin
- Klara Deecke, deutsche Historikerin und Archivarin
- Klara Deutschmann (* 1989), deutsche Schauspielerin
- Klara Dworznik (1910–1991), deutsche kommunistische Widerstandskämpferin gegen den Nationalsozialismus

##### E
- Klara Enss (1922–2001), deutsche Schauspielerin, Pensionswirtin auf Sylt und Natur- und Umweltschutzaktivistin
- Klara van Eyll (* 1938), deutsche Archivarin, Historikerin und Autorin von Wirtschaftspublikationen

##### F
- Klara Farkas (1910–2014), ungarisch-US-amerikanische Fotografin
- Klara Marie Faßbinder (1890–1974), Aktivistin der deutschen Frauen- und Friedensbewegung
- Klara Fehrle-Menrad (1885–1955), deutsche Malerin
- Klara Fehrlin (1895–1985), Schweizer Malerin, Bildhauerin, Bildende Künstlerin und Kunstgewerblerin
- Klara Franke (1911–1995), deutsche Lokal-Aktivistin in Berlin
- Klara Fricke (1871–1951), deutsche Aktivistin in der Frauenbewegung und Jugendfürsorge

##### G
- Klara Geywitz (* 1976), deutsche Politikerin (SPD)
- Klara Griefahn (1897–1945), jüdische Ärztin
- Klara Grüger (1912–1999), deutsche Bäckersfrau und Gerechte unter den Völkern
- Klara Guinand, deutsche Theaterschauspielerin
- Klara Gussewa (1937–2019), russische Eisschnellläuferin

##### H
- Klara Hallik (* 1933), estnische Politologin und Politikerin
- Klara Hammarström (* 2000), schwedische Sängerin
- Klara Hattermann (1909–2003), deutsche anthroposophische Pädagogin
- Klara Hautmann-Kiss (1920–2000), österreichische Architektin, Bühnenbildnerin und Malerin
- Klara Hechtenberg (1863–1944), deutsch-amerikanische Linguistin
- Klara Heydebreck (1896–1969), deutsche Buchhalterin
- Klara Hitler (1860–1907), Mutter Adolf Hitlers
- Klara Höfels (1949–2022), deutsche Schauspielerin, Regisseurin und Theaterproduzentin
- Klara Hofer (1875–1955), deutsche Schriftstellerin
- Klara Honegger (1860–1940), Schweizer Frauenrechtlerin
- Klara Hornig (* 1985), deutsche Pianistin und Liedbegleiterin
- Klara Hunsche (1900–1979), deutsche Lehrerin, evangelische Theologin und Autorin

##### J
- Klara Jahn (1826–1882), deutsche Theaterschauspielerin
- Klara Jochner (1843–1913), deutsche Schriftstellerin

##### K
- Klara Kaus (1903–1985), deutsche Gerechte unter den Völkern
- Klara Klotz (1878–1965), deutsche Politikerin (WBB), MdL des freien Volksstaats Württemberg
- Klara Koščak (* 2004), kroatische Leichtathletin
- Klara Köttner-Benigni (1928–2015), österreichische Schriftstellerin, Publizistin und Naturschützerin
- Klara Krall (1889–1943), österreichische Widerstandskämpfer im Zweiten Weltkrieg
- Klara Kristin (* 1993), dänisches Model und Schauspielerin

##### L
- Klara Landau (* 1953), Schweizer Augenärztin
- Klara Lange (* 1998), deutsche Schauspielerin
- Klara Lassbiegler-Fauser (1890–1970), deutsche Malerin und Grafikerin
- Klara Leusch (* 1996), deutsche Leichtathletin
- Klara Lidén (* 1979), schwedische Installations-, Performance- und Videokünstlerin
- Klara Löbenstein (1883–1968), deutsche Mathematikerin
- Klara Löffler (* 1958), deutsche Ethnologin
- Klara Lukan (* 2000), slowenische Leichtathletin

##### M
- Klara Manzel (* 1983), deutsche Schauspielerin
- Klara Mautner (1879–1959), österreichische Journalistin und Übersetzerin
- Klara May (1864–1944), deutsche Universalerbin, Testamentsvollstreckerin, Witwe Karl Mays
- Klara Merkel (* 2000), deutsche Schauspielerin
- Klara Milch (1891–1970), österreichische Schwimmerin
- Klara von Montfort († 1449), Äbtissin des Damenstifts Buchau
- Klara Motter (* 1935), österreichische Politikerin (FPÖ, LIF), Landtagsabgeordneter, Abgeordnete zum Nationalrat
- Klara Muche (1851–1926), deutsche Naturheilkundlerin
- Klara Muhle (* 1990), deutsche Fußballspielerin

##### N
- Klara Nahrstedt (* 1957), slowakische Informatikerin und Hochschullehrerin
- Klara Neuburger (1882–1945), deutsche Malerin
- Klara Neurauter (* 1950), österreichische Politikerin (ÖVP), Mitglied des Bundesrates
- Klara Nowak (1922–2003), deutsche Krankenschwester und Aktivistin

##### O
- Klara Obermüller (* 1940), Schweizer Journalistin, Schriftstellerin und Fernsehmoderatorin
- Klara Oppenheimer (1867–1943), erste Ärztin mit eigener Praxis in Würzburg
- Klara Orban (* 1961), ungarisch-deutsche Handballspielerin

##### P
- Klara Perlberger (1897–1992), österreichisch-israelische Psychologin
- Klara Pförtsch (1906–?), deutsche Kommunistin und Lagerälteste in den KZ Ravensbrück und Auschwitz
- Klara Philipp (1877–1949), deutsche Politikerin (Zentrum), MdR
- Klara Pölt (1862–1926), österreichische Schriftstellerin

##### R
- Klara Rumjanowa (1929–2004), sowjetische und russische Sängerin und Filmschauspielerin

##### S
- Klara Schabbel (1894–1943), deutsche Widerstandskämpferin
- Klara Schedlich (* 2000), deutsche Politikerin (Bündnis 90/Die Grünen)
- Klara Schlegel (* 2001), österreichische Handballspielerin
- Klara Schleker (1852–1932), deutsche Frauenrechtlerin
- Klara Schreyer (* 1936), deutsche Politikerin (SPD)
- Klara Schunke, deutsche Theaterschauspielerin
- Klara Segałowicz (1897–1943), Schauspielerin
- Klara Semb (1884–1970), norwegische Folkloristin, Sammlerin von Volkstänzen und Tanzpädagogin
- Klara Sooronkulowa (* 1969), kirgisische Juristin und Politikerin
- Klara Staiger (1588–1656), Augustiner-Chorfrau und Priorin des Klosters Marienstein zu Eichstätt
- Klara Stöckl-Heinefetter (1816–1857), deutsche Opernsängerin (Sopran)
- Klara Stoevesandt (1921–2014), deutsche Kindergärtnerin, Pädagogin und Schulleiterin
- Klara Stoffels (1904–1944), deutsche Zeugin Jehovas und ein Opfer der NS-Kriegsjustiz
- Klara Strauß (1875–1941), deutsche Fabrikantengattin und NS-Opfer
- Klara Stuburić (* 1975), kroatische Fußballspielerin
- Klara Svensson (* 1987), schwedische Boxerin
- Klara Ludwika Szczęsna (1863–1916), polnische römisch-katholische Ordensfrau und Ordensgründerin, Selige

##### T
- Klara Tenner-Rácz (1936–2021), ungarische Infektionspathologin und AIDS-Forscherin
- Klara Thaner (1872–1936), österreichische Malerin

##### U
- Klara Ungar (1840–1916), österreichische Opernsängerin (Sopran)

##### W
- Klara Weich (1883–1970), deutsche Politikerin (SPD), MdR
- Klara Weingarten (1909–1973), österreichische Neurologin
- Klara Weise (1823–1890), deutsche Kinder- und Jugendbuchautorin
- Klara Wendel (1804–1884), Schweizer Heimatlose und „Räuberkönigin“
- Klara Werkmann (1896–1969), deutsche katholische Ordensfrau
- Klara Weyl (1872–1941), deutsche Sozialpolitikerin
- Klara Wördemann (* 1995), deutsche Schauspielerin

##### Z
- Klara Zamenhof (1863–1924), russische Esperantistin
- Klara Ziegler (1844–1909), deutsche Schauspielerin

### Klára/Klāra
- Klára Andrássy (1898–1941), ungarische Adelige und Journalistin
- Klára Breznay (* 1954), ungarische Malerin und Restauratorin
- Klára Cahynová (* 1993), tschechische Fußballspielerin
- Klára Dobrev (* 1972), ungarische Politikerin
- Klára Fehér (1919–1996), ungarische Schriftstellerin und Journalistin
- Klára Fried-Bánfalvi (1931–2009), ungarische Kanutin
- Klára Hajdu (* 1982), ungarische Jazzmusikerin (Gesang, Komposition)
- Klára Hájková (* 1999), tschechische Tennisspielerin
- Klára Herczeg (1906–1997), ungarische Bildhauerin
- Klára Hůrková (* 1962), tschechisch-deutsche Schriftstellerin
- Klára Issová (* 1979), tschechische Film- und Theaterschauspielerin
- Klára Kadlecová (* 1995), tschechische Eiskunstläuferin
- Klāra Kalniņa (1874–1964), Lettische sozialdemokratische Politikerin
- Klára Killermann (1929–2012), ungarische Schwimmerin
- Klára Körmendi (* 1944), ungarische Pianistin
- Klára Koukalová (* 1982), tschechische Tennisspielerin
- Klára Křížová (* 1989), tschechische Skirennläuferin
- Klára Kuzmová (1955–2022), slowakische Archäologin
- Klára Leövey (1821–1897), ungarische Pädagogin, Schriftstellerin und Journalistin
- Klára Melíšková (* 1971), tschechische Schauspielerin
- Klára Moravcová (* 1983), tschechische Biathletin
- Klára Póczy (1923–2008), ungarische Provinzialrömische Archäologe
- Klára Pollertová (* 1971), tschechische Schauspielerin
- Klára Rajnai (* 1953), ungarische Kanutin
- Klára Rothschild (1903–1976), ungarische Modedesignerin
- Klára Sebők (* 1942), rumänische Schauspielerin ungarischer Herkunft
- Klára Seidlová (* 1994), tschechische Leichtathletin
- Klára Trencsényi (* 1975), ungarische Kamerafrau und Filmregisseurin
- Klára Ulrichová (* 2004), tschechische Skispringerin
- Klára Ungár (* 1958), ungarische Politikerin, Mitglied des Parlaments
- Klára Vyklická (* 1993), tschechische Volleyballspielerin
- Klára Würtz (* 1965), ungarisch-niederländische klassische Pianistin